# Tournoi d'ouverture du championnat du Costa Rica de football 2025
 (août 2025).
Navigation
Tournoi précédent Tournoi suivant
Le tournoi Apertura 2025 est le trente-septième tournoi saisonnier disputé au Costa Rica. C'est cependant la 122e fois que le titre de champion du Costa Rica est remis en jeu.
Lors de ce tournoi, le CS Herediano tente de conserver son titre de champion du Costa Rica face aux neuf meilleurs clubs costariciens.

## Équipes
| \| Alajuelense Cartaginés Herediano Guadalupe Pérez Zeledón Saprissa Sporting San Carlos Liberia Puntarenas \| Localisation des équipes. |
| Alajuelense Cartaginés Herediano Guadalupe Pérez Zeledón Saprissa Sporting San Carlos Liberia Puntarenas                                 |

Ce tableau présente les dix équipes qualifiées pour disputer le championnat 2025-2026. On y trouve le nom des clubs, le nom des stades dans lesquels ils évoluent ainsi que la capacité et la localisation de ces derniers.
| Équipe                  | Ville                  | Stade                             | Capacité |
| LD Alajuelense          | Alajuela               | Stade Alejandro Morera Soto       | 17 900   |
| CS Cartaginés           | Cartago                | Stade José Rafael Ivankovich      | 13 500   |
| Municipal Liberia       | Liberia                | Estadio Edgardo Baltodano Briceño | 5 000    |
| CS Herediano            | Guadalupe              | Stade Coyella Fonseca             | 4 500    |
| Guadalupe FC            | Guadalupe              | Stade Coyella Fonseca (es)        | 4 500    |
| Puntarenas FC           | Puntarenas             | Stade Lito Pérez                  | 4 105    |
| Municipal Pérez Zeledón | San Isidro del General | Stade Municipal Pérez Zeledón     | 6 000    |
| AD San Carlos           | Ciudad Quesada         | Stade Carlos Ugalde Álvarez       | 5 000    |
| Deportivo Saprissa      | San José               | Stade Ricardo Saprissa            | 23 100   |
| Sporting FC             | San José               | Stade Ernesto Rohrmoser           | 3 000    |

## Compétition
Le tournoi Apertura est divisé en trois phases :
- La phase de qualification : les dix-huit journées de championnat.
- La phase finale : les matchs aller-retour allant des demi-finales à la finale.
- La finale nationale éventuelle : s'il ne remporte pas la phase finale, le vainqueur de la phase de qualification fait face au vainqueur de la phase finale pour déterminer le champion du tournoi.

### Phase de qualification
Lors de la phase de qualification, chaque équipe affrontent à deux reprises toutes les équipes.
Les quatre meilleures équipes sont directement qualifiées pour la phase finale.
Le classement est établi sur le barème de points classique (victoire à 3 points, match nul à 1, défaite à 0).
Le départage final se fait selon les critères suivants :
- Le nombre de points.
- La différence de buts générale.
- La différence de buts particulière.
- Le nombre de buts marqués.

#### Classements
| Rang | Équipe                  | Pts | J | G | N | P | Bp | Bc | Diff |
| ---- | ----------------------- | --- | - | - | - | - | -- | -- | ---- |
| 1    | Municipal Liberia       | 8   | 4 | 2 | 2 | 0 | 7  | 4  | +3   |
| 2    | CS Cartaginés           | 7   | 4 | 2 | 1 | 1 | 4  | 1  | +3   |
| 3    | CS Herediano T          | 7   | 4 | 2 | 1 | 1 | 5  | 4  | +1   |
| 4    | LD Alajuelense          | 7   | 4 | 2 | 1 | 1 | 3  | 2  | +1   |
| 5    | Deportivo Saprissa      | 7   | 4 | 2 | 1 | 1 | 5  | 5  | 0    |
| 6    | Guadalupe FC P          | 5   | 4 | 1 | 2 | 1 | 3  | 3  | 0    |
| 7    | Puntarenas FC           | 4   | 4 | 1 | 1 | 2 | 6  | 7  | -1   |
| 8    | AD San Carlos           | 4   | 4 | 1 | 1 | 2 | 3  | 6  | -3   |
| 9    | Municipal Pérez Zeledón | 2   | 4 | 0 | 2 | 2 | 3  | 5  | -2   |
| 10   | Sporting FC             | 2   | 4 | 0 | 2 | 2 | 2  | 4  | -2   |

#### Résultats
| Résultats (▼dom., ►ext.) | LDA | CSC | CSH | GFC | LIB | PFC | MPZ | SCA | SAP | SFC |
| LD Alajuelense           |     | -   | 0-1 | 1-0 | -   | -   | -   | -   | -   | -   |
| CS Cartaginés            | -   |     | -   | -   | -   | -   | -   | -   | 3-0 | -   |
| CS Herediano             | -   | -   |     | -   | -   | 2-3 | 2-1 | -   | -   | -   |
| Guadalupe FC             | -   | 0-0 | 0-0 |     | -   | 3-2 | -   | -   | -   | -   |
| Municipal Liberia        | -   | 1-0 | -   | -   |     | -   | 2-2 | -   | 2-2 | -   |
| Puntarenas FC            | 0-0 | -   | -   | -   | -   |     | -   | 1-2 | -   | -   |
| Municipal Pérez Zeledón  | -   | -   | -   | -   | -   | -   |     | -   | 0-1 | 0-0 |
| AD San Carlos            | -   | -   | -   | -   | 0-2 | -   | -   |     | -   | -   |
| Deportivo Saprissa       | -   | -   | -   | -   | -   | -   | -   | 2-0 |     | -   |
| Sporting FC              | 1-2 | 0-1 | -   | -   | -   | -   | -   | 1-1 | -   |     |